# Аль Шейх
Аль Шейх, Ааль аш-Шейх, Аль аш-Шейх, Аль аш-Шайх (араб. آل الشيخ‎ — «семейство Шейха») — ведущая религиозная династия Саудовской Аравии из племени Бану Тамим. Представители этой династии являются прямыми потомками Мухаммада ибн Абд аль-Ваххаба, который в XVIII веке возродил религиозное движение салафитов, называемое как оппонентами, так и учебными представителями данного течения «ваххабизмом», которое сегодня доминирует в Саудовском королевстве. В Саудовской Аравии семья по престижу уступает только Аль Сауд, с которыми они разделяют власть в королевстве: Аль Шейх принадлежит религиозная власть, а Аль Сауд — политическая и экономическая.

## Этимология
Арабское словосочетание «Аль аш-Шейх» переводится как «семья Шейха» или «дом Шейха». Слово «Аль» в сочетании с именем предка означает семью или дом. Предок семьи Аль Шейх — Мухаммад ибн Абдуль-Ваххаб — в знак уважения и почёта именовался как «аш-Шейх».

## Мухаммад ибн Абд-аль-Ваххаб
Основатель династии родился в 1703 году в Неджде, в городе Уяйна. Под влиянием Ибн Таймии и других салафитских улемов, Ибн Абдуль-Ваххаб начал проповедовать идеи строгого единобожия-таухида и пуританства. В то время как сам Ибн Абдуль-Ваххаб и его сторонники называли себя «салафитами», за рубежом они стали известны как «ваххабиты» (от имени его отца «Абдуль-Ваххаб»).
В 1740 году он переезжает в недждийский город Эд-Диръия, где находит поддержку у Мухаммада ибн Сауда, основателя династии Саудитов (Аль Сауд).

## XIX—XX век

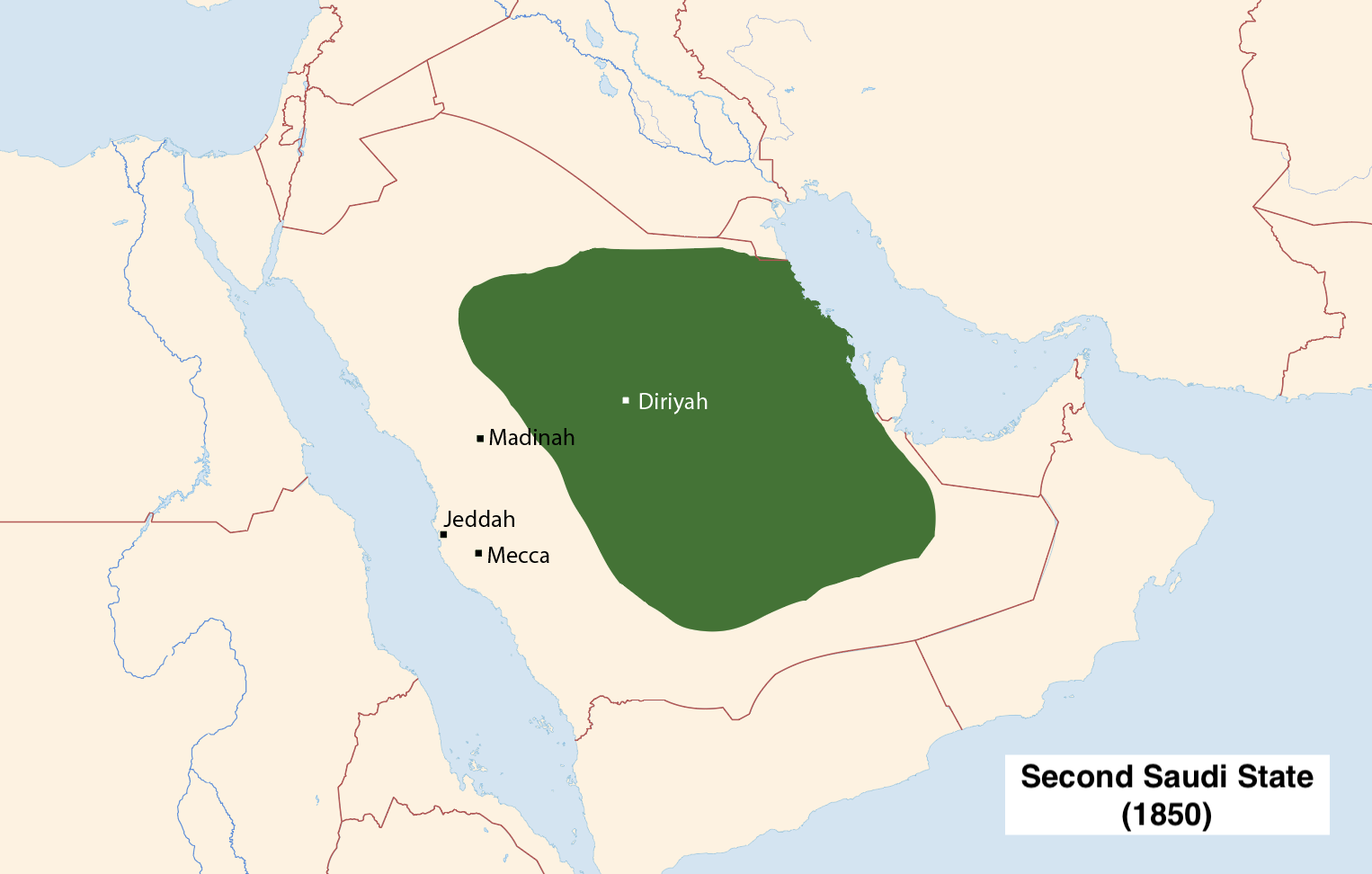
Второе Саудовское государство (1824—1891)

После смерти Мухаммада ибн Абдуль-Ваххаба, новым религиозным лидером Саудовской Аравии стал его сын — Абдуллах ибн Мухаммад ибн Абдуль-Ваххаб. Он одобрил дальнейшие экспансии саудитов и написал ряд антишиитских трактатов.
К началу XIX века Саудовские завоевания привлекли внимание Османской империи, войска которой в 1811—1818 гг. уничтожили государство саудитов и убили Сулеймана ибн Абдуллаха, внука Ибн Абдуль-Ваххаба и влиятельного автора нескольких трактатов.
Тем не менее династия Аль Шейх выжила и, когда 1824 году саудиты восстановили своё государство, Абдуррахман ибн Хасан, затем Абдуль-Латиф ибн Абдуррахман стали лидерами саудовского религиозного истеблишмента.
Когда в 1891 году саудиты терпят поражения от династии Аль Рашид и отправляются в изгнание, Аль Шейхи остаются при Аль Рашидах и переезжают в Хаиль. В 1902 году саудиты под руководством Абдуль-Азиза ибн Сауда вновь восстанавливают Саудовское государство и Абдуллах ибн Абдуль-Латиф и другие Аль Шейхи присоединяются к ним.

## Роль в современной Саудовской Аравии
Положение Аль Шейх в качестве лидеров саудовских улемов имеет особую важность, потому что религия занимает особое место в Саудовском обществе и, как следствие, влияние улемов является всеохватывающим. В частности, Саудовская Аравия (наряду с Ираном) является уникальным примером предоставления богословам прямого участия в правлении страной. Улемы не только утверждают наследников престола, но и все новые законы (королевские указы) нуждаются в их согласии. Улемы также имеют ключевое влияние на принятие решений правительством, играют важную роль в судебной системе и системе образования и владеют монополией в сфере религиозной и общественной морали.

## Известные представители
- Мухаммад ибн Абд аль-Ваххаб — основатель рода.
- Абдуллах ибн Мухаммад ибн Абд аль-Ваххаб — глава религиозной общины после смерти отца.
- Сулейман ибн Абдуллах Аль аш-Шейх — автор многих работ по исламу.
- Абдуррахман ибн Хасан Аль аш-Шейх — глава религиозной общины во время Второго Саудовского государства, кади Эд-Диръии и Эр-Рияда..
- Абдуллах ибн Абд аль-Латиф — глава религиозной общины в ранние годы правления Абдул-Азиза ибн Сауда.
- Мухаммад ибн Ибрахим Аль аш-Шейх — Верховный муфтий Саудовской Аравии (1953—1969).
- Ибрахим ибн Мухаммад Аль аш-Шейх — министр юстиции (1975—1990).
- Абдуллах ибн Мухаммад Аль аш-Шейх (1993—2009) — министр юстиции (1975—1990).
- Абдуль-Азиз ибн Абдуллах Аль аш-Шейх — нынешний Верховный муфтий
- Салих Аль аш-Шейх — нынешний министр вакуфов и исламских дел.
- Абдуррахман ибн Абдуль-Азиз Аль аш-Шейх — министр сельского хозяйства и водных ресурсов.